# La primera noche de mi vida
La primera noche de mi vida és una pel·lícula espanyola dirigida el 1998 per Miguel Albaladejo sobre la base de un guió escrit per ell mateix amb l'escriptora Elvira Lindo i protagonitzada per Emilio Gutiérrez Caba, Adriana Ozores, Mariola Fuentes, i Leonor Watling.

## Argument
La nit de cap d'any de 1999, un grup de persones veuen trastocats els plans que havien fet per a passar la Nit, a causa de fets imprevistos i contratemps de molt diferent naturalesa. Manuel i Paloma són una parella que espera el seu primer fill i han quedat per a anar a sopar a casa dels pares d'ella. Com que no tenen cotxe, ha manllevat una camioneta malgrat que el sogre s'ha obstinat en anar a recollir-los i inicia un embolic.

## Repartiment
- Leonor Watling...	Paloma
- Juanjo Martínez...	Manuel
- Carlos Fuentes...	Johnny
- Roberto Hernández ...	Litri
- Emilio Gutiérrez Caba... Pare de Paloma
- Mariola Fuentes...	Jasmina
- Anna Lizaran... Madre de Joselito
- Íñigo Garcés	...	Joselito
- Chema de Miguel	...	Captaire
- Carlos de Gabriel	...	Conejo
- Mario Arias ...	Gamba
- Manuel Zarzo 	...	Taxista
- María José Alfonso	...	Mujer taxista
- Adriana Ozores	...	Adri
- Antonia San Juan	...	Toñi

## Premis i nominacions
- Medalla del Cercle d'Escriptors Cinematogràfics al millor guió original (1998)[2]
- Goya al millor director novell (nominació).[3]